# Ali Sabieh (stad)
Ali Sabieh (Somalisch:Cali Sabiix, Arabisch: علي صبيح; ‘Alī Sābiḩà) is in grootte de tweede stad van Djibouti. De stad ligt ongeveer 98 km ten zuidwesten van de hoofdstad Djibouti en 10 km ten noorden van de grens met Ethiopië. Ali Sabieh is de hoofdstad van de  regio Ali Sabieh.

## Geschiedenis
De plaats Ali Sabieh is enkele eeuwen oud. In de middeleeuwen werd de streek geregeerd door het Sultanaat Ifat en het Sultanaat Adal. In 1894 tekenden de Fransen enkele verdragen met de Somalische sultans van de Issa-clan, en vestigden een protectoraat in de regio met de naam Frans Somaliland. Omdat de plaats in het grensgebied met Ethiopië ligt, waren er aan het begin van de 20e eeuw weinig permanente vestigingen in het gebied. In 1904 werd in een rapport gesteld dat de grensplaats Ali Sabieh het aanzien heeft van een fort.
In december 1942 werd de stad bezet door Britse en vrije Franse troepen. Na het einde van Ogaden-oorlog (1978), herbergden Ali Sabieh en Dikhil 75% van de Issa-Somalis die Ethiopië waren ontvlucht.
In 1939 werd Ali Sabieh de hoofdplaats van een kring van gemeenten. Tussen 1946 en 1949 behoorde het echter weer tot de kring van Djibouti-stad, en van 1952 tot 1958 tot de kring van Dikhil. In 1958 kreeg Ali Sabieh opnieuw een zelfstandig bestuur.

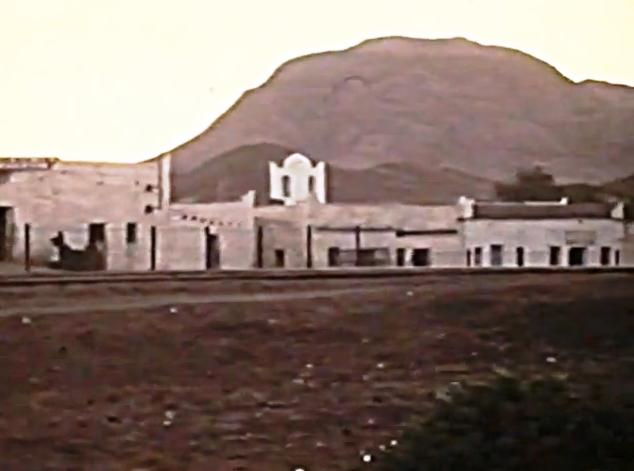
Ali Sabieh in 1971

## Demografie
Per 2012 werd de bevolkingsomvang van Ali Sabieh geschat op 71.000 waarvan de meerderheid behoort tot de Issa-clan van de Somaliërs. Het is de tweede stad van het land na Djibouti-stad.

## Economie

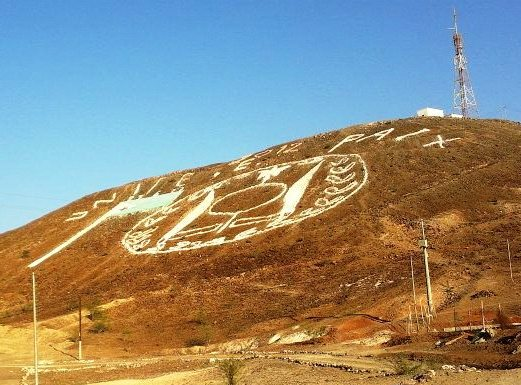
Embleem op de Ali Sabieh mountain

Ali Sabieh is afhankelijk van toerisme, landbouw en een aantal kleine fabrieken en bedrijven die meest op het gebied van de bouw werken. De stad wordt jaarlijks door ruim 2000 toeristen bezocht. Trekpleisters zijn de Ali Sabieh Mountain met het nationale embleem van Djibouti, en het Arreigebergte.

##### Transport
De stad ligt aan de National Highway 5. Vanuit de hoofdstad Djibouti-stad is er een busverbinding met Ali Sabieh, de rit duurt twee uur.
Ali Sabieh ligt aan de spoorlijn van Addis Ababa naar Djibouti-stad, die echter in 2007 door onvoldoende onderhoud buiten gebruik is geraakt. De stad heeft inmiddels een station aan het normaalspoor van de Addis Abeba-Djibouti Railway, een verbinding die vanaf 2018 in gebruik is.
De stad beschikt over verharde wegen, die veelal door de Fransen zijn aangelegd. De stedelijke overheid heeft enkele wegen laten repareren, veel andere wegen wachten daar nog op. Andere steden in Djibouti zijn met bussen en taxi's te bereiken.

## Geografie

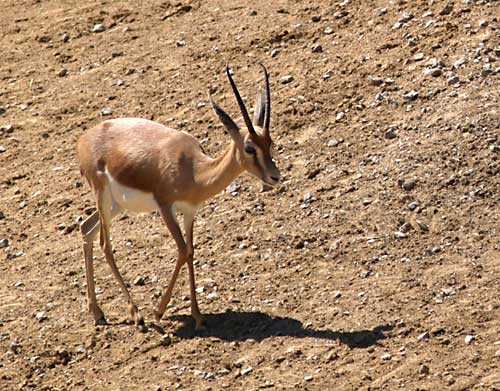
Dorcas gazelle

Ali Sabieh ligt in een vallei in het zuiden van het land en wordt omringd door bergachtig gebied. Het ligt op een hoogte van 750 meter boven zeeniveau. De hoogte zorgt voor een wat aangenamer klimaat dan in de kustvlakte waar Djibouti-stad ligt. De stadswijken liggen deels onregelmatig verspreid over het gebied. Huizen bestaan meestal uit één verdieping en zijn gemaakt van cement. Aan de oostkant van de stad ligt een grasland savanne, waar verschillende soorten dieren leven als de zadeljakhals, dorcasgazelle, Afrikaanse wilde kat, caracal en de mantelbaviaan.

##### Klimaat
Ali Sabieh heeft een Semi-aride klimaat, code BSh in de klimaatclassificatie van Köppen. De maximumtemperaturen overdag bereiken in juni, juli en augustus waarden van rond 37°C; in december en januari zijn de middagtemperaturen rond de 26°C. Er zijn twee relatief nattere perioden: in maart-april en in augustus-november. In mei en juni is het erg droog met niet meer dan 5 mm per maand.

## Geboren in Ali Sabieh
- Ahmed Salah (1956), atleet

Ali Sabieh · Arta · Dikhil · Djibouti · Holhol · Obock · Tadjourah